# Ecce homo (Le Caravage, Gênes)
Pour les articles homonymes, voir Ecce homo (homonymie).
Ecce homo est un tableau fréquemment attribué à Caravage, qui est conservé au Palazzo Bianco de Gênes.
Probablement peint vers 1605 sur une commande de Massimo Massimi, un gentilhomme romain, ce tableau représente un épisode évangélique de la Passion du Christ lors duquel Ponce Pilate présente à la foule Jésus qui a été emprisonné et maltraité, en disant « Voici l'homme » (« Ecce homo » en latin).

## Historique

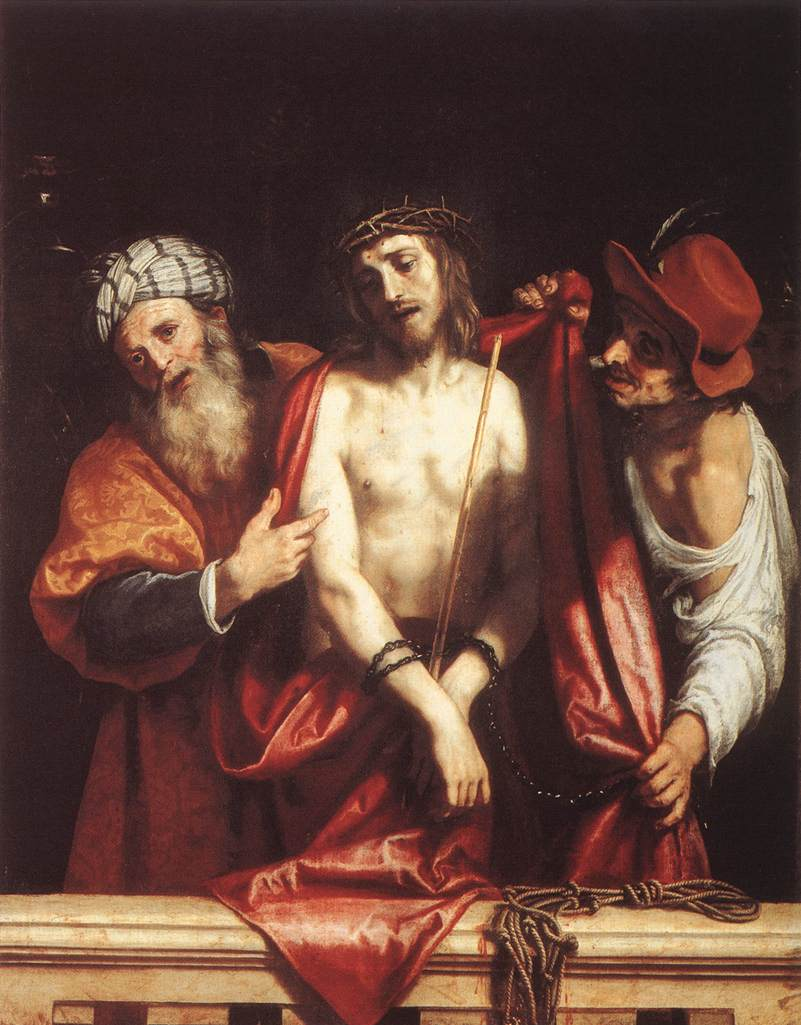
Cigoli réalise également un Ecce Homo, peut-être en compétition avec Caravage.
(galerie Palatine, Florence)

La provenance précise de la toile n'est pas déterminée avec certitude. Elle est retrouvée en 1921, lors d'un inventaire, dans les réserves du Palazzo Bianco de Gênes ; elle est alors considérée comme une copie de Leonello Spada da Caravaggio. À partir des années 1950, son attribution à Caravage est établie pour bon nombre d'experts, mais plutôt sur la base d'indices documentaires concordants que sur le plan stylistique. 
Il est possible que ce tableau soit réalisé sur demande de Massimo Massimi, gentilhomme romain très actif dans le milieu de la Contre-Réforme, qui aurait mis en compétition trois grands peintres de l'époque pour traiter ce thème : Caravage, Cigoli et Passignano — Cigoli emportant finalement le concours, même si cela n'est pas non plus certain. Il est probable que la réalisation du tableau date d'environ 1605, ce qui le placerait à la fin de la période romaine de Caravage.
La difficulté d'attribution peut être rapprochée des débats autour de deux autres tableaux au thème proche : Le Couronnement d'épines de Vienne et celui de Prato. Il existe pourtant une précieuse source documentaire datée du 25 juin 1605, qui est même l'unique texte connu qui soit écrit de la main de Caravage, et qui vaut engagement à peindre « pour le Très-illustre seigneur Massimo Massimi […] un tableau de même valeur et taille que celui que j'ai déjà fait du Couronnement du Christ pour le premier d'août 1605. » Pour autant, il n'est pas certain que cet engagement renvoie à l'Ecce Homo de Gênes.

## Description
La scène illustre un épisode tiré des Évangiles (et en particulier de celui de Jean), qui fait partie de la Passion du Christ. Celui-ci est emprisonné, battu et humilié par les soldats de l'armée romaine ; puis il est présenté à la foule par le préfet Ponce Pilate qui le désigne par ces termes : « Ecce homo » (dans la Vulgate, c'est-à-dire la traduction latine de la Bible), ce qui signifie en latin « Voici l'homme ». Pilate, bien que cédant aux demandes des dignitaires juifs, affirme ne pas comprendre ce qui est reproché à Jésus.

« 1. Alors Pilate prit Jésus, et le fit battre de verges.
2. Les soldats tressèrent une couronne d’épines qu’ils posèrent sur sa tête, et ils le revêtirent d’un manteau de pourpre ; puis, s’approchant de lui,
3. ils disaient : Salut, roi des Juifs ! Et ils lui donnaient des soufflets.
4. Pilate sortit de nouveau, et dit aux Juifs : Voici, je vous l’amène dehors, afin que vous sachiez que je ne trouve en lui aucun crime.
5. Jésus sortit donc, portant la couronne d’épines et le manteau de pourpre. Et Pilate leur dit : Voici l’homme. »

— Évangile de Jean, chapitre 19, versets 1-5